# Hundelshausen (Michelau im Steigerwald)
Hundelshausen ist ein Gemeindeteil der Gemeinde Michelau im Steigerwald im unterfränkischen Landkreis Schweinfurt in Bayern.

## Geografische Lage
Das Kirchdorf liegt im Norden des Michelauer Gemeindegebiets. Weiter nördlich beginnt die Gemarkung von Traustadt, einem Gemeindeteil von Donnersdorf, im Nordosten befindet sich der Michelauer Gemeindeteil Altmannsdorf. Im Osten beginnt das gemeindefreie Gebiet Hundelshausen, während im Südosten der Heinachshof liegt. Die Staatsstraße 2426 leitet im Süden zum Dorf Michelau über. Im Westen beginnt das Gemeindegebiet von Dingolshausen, der Gemeindeteil Bischwind liegt Hundelshausen am nächsten. Durch Hundelshausen führt der Fränkische Marienweg.

## Geschichte
Der Name des Dorfes wurde als „zu den Häusern des Hundolt“ gedeutet. Hieraus entstand der im Mittelalter geläufige Name Hunoldshausen. Das Dorf blieb im Mittelalter wohl unter der Herrschaft der Adelsfamilie Hund von Falkenberg aus dem nahen Falkenstein. Später kam der Ort in die Hände des Hochstifts Würzburg. Bereits im Jahr 1303 tauchte das Geschlecht mit Wolffram von Hainach erstmals bzgl. der Güter zu Hunoldshausen auf. 1353 werden mit Hans von Hainach und 1395 mit Walther von Hainach wieder Mitglieder des Adelsgeschlechts derer von Heinach bzgl. des Zehnts von Hunoldshausen erwähnt. 1401 folgt ein Hans von Hainach zu Hunoldshausen und seine Nachfahren führen bis zum Erlöschen des Geschlechtes 1673 diesen Namen. 1678 wurde das Lehen erneut vergeben.
Im Jahr 1721 errichtete das Hochstift für die Vogtei Hundelshausen ein Vogteigebäude in Hundelshausen. Nach der Auflösung des Stifts richtete man das staatliche Forstamt in diesem Gebäude ein. Erst 1878 erhielt Hundelshausen einen eigenen Friedhof.
Hundelshausen war lange Zeit eine eigenständige Gemeinde im Landkreis Gerolzhofen. Am 1. Mai 1978 schloss sich das Dorf der Gemeinde Michelau im Steigerwald im Landkreis Schweinfurt an.

## Sehenswürdigkeiten
Den Mittelpunkt des Dorfes bildet heute die katholische Filialkirche St. Sebastian. Sie wurde als sogenannter Inflationsbau während der Deutschen Inflation in den Jahren 1922 und 1923 errichtet. Als Architekt hatte man den Münchner Fritz Fuchsenberger gewinnen können. Der Turm wurde seitlich der Eingangsfassade aufgestellt, er schließt mit einer flachen Kuppel mit hoher Spitze ab. Innen besitzt das Gotteshaus eine wertvolle Madonna mit Kind aus dem späten 15. Jahrhundert.
Vor der Kirche hat sich ein Bildstock erhalten, der auf das Jahr 1764 datiert wird. Der Bildstockaufsatz ist mit einem Relief des heiligen Wendelin gearbeitet. Beim ehemaligen Vogtei- bzw. Forstamtsgebäude handelt es sich um einen langgestreckten Satteldachbau mit Sandsteingewänden. Ein Brunnen und die Ummauerung des Grundstücks trennen das Anwesen vom restlichen Dorf. Außerdem befinden sich zwei typisch fränkische Hoftore des 18. Jahrhunderts in Hundelshausen.